# إيفي تامالا
إيفي تامالا (Evie Tamala) هي مغنية وممثلة إندونيسية.

## نبذة
من مواليد 23 يونيو 1969 وهي مغنية وكاتبة أغاني إندونيسية شهيرة. أصبحت إيفي مشهورة بسبب أغانيها الفردية.

## روابط خارجية
- إيفي تامالا على موقع ميوزك برينز (الإنجليزية)
- إيفي تامالا على موقع أول ميوزيك (الإنجليزية)